# Telemark-Weltcup 2022
Der Telemark-Weltcup 2022 war eine vom Weltverband FIS ausgetragene Wettkampfserie im Telemarken. Sie begann am 24. Januar 2022 in Saint-Gervais-les-Bains und endete am 20. März 2022 im Skigebiet Krvavec. Den Gesamtweltcup bei den Männern gewann der Schweizer Bastien Dayer. Bei den Frauen war die Schweizerin Martina Wyss erfolgreich.

## Weltcupwertungen

### Gesamt
| Rang | Athlet             | Punkte |
| ---- | ------------------ | ------ |
| 1    | Bastien Dayer      | 1425   |
| 2    | Elie Nabot         | 1011   |
| 3    | Theo Sillon        | 863    |
| 4    | Trym Nygaard Løken | 745    |
| 5    | Jacob Alveberg     | 614    |
| 6    | Noé Claye          | 513    |
| 7    | Thomas Orlovius    | 471    |
| 8    | Gaetan Procureur   | 447    |
| 9    | Matti Lopez        | 393    |
| 10   | Leonhard Müller    | 374    |

| Rang | Athletin               | Punkte |
| ---- | ---------------------- | ------ |
| 1    | Martina Wyss           | 1482   |
| 2    | Jasmin Taylor          | 1085   |
| 3    | Argeline Tan-Bouquet   | 1047   |
| 4    | Beatrice Zimmermann    | 981    |
| 5    | Gøril Strøm Eriksen    | 800    |
| 6    | Laly Chaucheprat       | 574    |
| 7    | Berit Junger           | 462    |
| 8    | Ella Strøm Eriksen     | 409    |
| 9    | Camille Borbon         | 295    |
| 10   | Anne Katharina Kessler | 254    |

### Classic
| Rang | Athlet             | Punkte |
| ---- | ------------------ | ------ |
| 1    | Bastien Dayer      | 450    |
| 2    | Theo Sillon        | 335    |
| 3    | Trym Nygaard Løken | 220    |
| 4    | Elie Nabot         | 216    |
| 5    | Jacob Alveberg     | 166    |
| 6    | Thomas Orlovius    | 162    |
| 7    | Noé Claye          | 152    |
| 8    | Matti Lopez        | 140    |
| 9    | Gaetan Procureur   | 134    |
| 10   | Yoann Rostolann    | 132    |

| Rang | Athletin             | Punkte |
| ---- | -------------------- | ------ |
| 1    | Martina Wyss         | 500    |
| 2    | Argeline Tan-Bouquet | 302    |
| 3    | Beatrice Zimmermann  | 300    |
| 4    | Jasmin Taylor        | 280    |
| 5    | Gøril Strøm Eriksen  | 198    |
| 6    | Laly Chaucheprat     | 156    |
| 7    | Berit Junger         | 155    |
| 8    | Ella Strøm Eriksen   | 137    |
| 9    | Camille Borbon       | 114    |
| 10   | Johanna Holzmann     | 80     |

### Sprint
| Rang | Athlet             | Punkte |
| ---- | ------------------ | ------ |
| 1    | Bastien Dayer      | 555    |
| 2    | Elie Nabot         | 430    |
| 3    | Theo Sillon        | 331    |
| 4    | Trym Nygaard Løken | 265    |
| 4    | Noé Claye          | 265    |
| 6    | Alexi Mosset       | 243    |
| 7    | Jacob Alveberg     | 240    |
| 7    | Gaetan Procureur   | 240    |
| 9    | Leonhard Müller    | 192    |
| 10   | Thomas Orlovius    | 167    |

| Rang | Athletin               | Punkte |
| ---- | ---------------------- | ------ |
| 1    | Martina Wyss           | 630    |
| 2    | Jasmin Taylor          | 510    |
| 3    | Argeline Tan-Bouquet   | 410    |
| 4    | Beatrice Zimmermann    | 351    |
| 5    | Gøril Strøm Eriksen    | 320    |
| 6    | Laly Chaucheprat       | 264    |
| 7    | Berit Junger           | 188    |
| 8    | Ella Strøm Eriksen     | 137    |
| 9    | Ravanel Iloée          | 130    |
| 10   | Anne Katharina Kessler | 123    |

### Parallelsprint
| Rang | Athlet             | Punkte |
| ---- | ------------------ | ------ |
| 1    | Bastien Dayer      | 420    |
| 2    | Elie Nabot         | 365    |
| 3    | Trym Nygaard Løken | 260    |
| 4    | Jacob Alveberg     | 208    |
| 5    | Theo Sillon        | 197    |
| 6    | Matti Lopez        | 175    |
| 7    | Thomas Orlovius    | 142    |
| 8    | Christoph Frank    | 128    |
| 9    | Maxime Mosset      | 122    |
| 10   | Yoann Rostolan     | 116    |

| Rang | Athletin               | Punkte |
| ---- | ---------------------- | ------ |
| 1    | Martina Wyss           | 352    |
| 2    | Argeline Tan-Bouquet   | 335    |
| 3    | Beatrice Zimmermann    | 330    |
| 4    | Jasmin Taylor          | 295    |
| 5    | Gøril Strøm Eriksen    | 282    |
| 6    | Laly Chaucheprat       | 154    |
| 7    | Ella Strøm Eriksen     | 135    |
| 8    | Berit Junger           | 119    |
| 9    | Johanna Holzmann       | 100    |
| 10   | Anne Katharina Kessler | 86     |

## Podestplatzierungen Männer

### Classic
| Datum            | Ort                     | 1. Platz      | 2. Platz           | 3. Platz           |
| ---------------- | ----------------------- | ------------- | ------------------ | ------------------ |
| 25. Januar 2022  | Saint-Gervais-les-Bains | Bastien Dayer | Trym Nygaard Løken | Yoann Rostolan     |
| 28. Januar 2022  | Melchsee-Frutt          | Bastien Dayer | Theo Sillon        | Trym Nygaard Løken |
| 17. Februar 2022 | Ål                      | Bastien Dayer | Trym Nygaard Løken | Theo Sillon        |
| 9. März 2022     | Mürren                  | Bastien Dayer | Noé Claye          | Elie Nabot         |
| 18. März 2022    | Skigebiet Krvavec       | Theo Sillon   | Elie Nabot         | Olle Collberg      |

### Sprint
| Datum            | Ort                     | 1. Platz           | 2. Platz     | 3. Platz           |
| ---------------- | ----------------------- | ------------------ | ------------ | ------------------ |
| 24. Januar 2022  | Saint-Gervais-les-Bains | Trym Nygaard Løken | Theo Sillon  | Bastien Dayer      |
| 27. Januar 2022  | Melchsee-Frutt          | Bastien Dayer      | Elie Nabot   | Theo Sillon        |
| 18. Februar 2022 | Ål                      | Bastien Dayer      | Noé Claye    | Trym Nygaard Løken |
| 6. März 2022     | Les Houches             | Elie Nabot         | Alexis Page  | Noé Claye          |
| 7. März 2022     | Les Houches             | Bastien Dayer      | Noé Claye    | Trym Nygaard Løken |
| 10. März 2022    | Mürren                  | Jacob Alveberg     | Alexi Mosset | Elie Nabot         |
| 19. März 2022    | Skigebiet Krvavec       | Bastien Dayer      | Theo Sillon  | Gaetan Procureur   |

### Parallelsprint
| Datum            | Ort               | 1. Platz           | 2. Platz    | 3. Platz           |
| ---------------- | ----------------- | ------------------ | ----------- | ------------------ |
| 29. Januar 2022  | Melchsee-Frutt    | Trym Nygaard Løken | Elie Nabot  | Bastien Dayer      |
| 30. Januar 2022  | Melchsee-Frutt    | Trym Nygaard Løken | Elie Nabot  | Bastien Dayer      |
| 19. Februar 2022 | Ål                | Bastien Dayer      | Matti Lopez | Trym Nygaard Løken |
| 11. März 2022    | Mürren            | Bastien Dayer      | Elie Nabot  | Jacob Alveberg     |
| 20. März 2022    | Skigebiet Krvavec | Bastien Dayer      | Elie Nabot  | Noé Claye          |

## Podestplatzierungen Frauen

### Classic
| Datum            | Ort                     | 1. Platz     | 2. Platz             | 3. Platz             |
| ---------------- | ----------------------- | ------------ | -------------------- | -------------------- |
| 25. Januar 2022  | Saint-Gervais-les-Bains | Martina Wyss | Argeline Tan-Bouquet | Beatrice Zimmermann  |
| 28. Januar 2022  | Melchsee-Frutt          | Martina Wyss | Beatrice Zimmermann  | Argeline Tan-Bouquet |
| 17. Februar 2022 | Ål                      | Martina Wyss | Argeline Tan-Bouquet | Beatrice Zimmermann  |
| 9. März 2022     | Mürren                  | Martina Wyss | Jasmin Taylor        | Argeline Tan-Bouquet |
| 18. März 2022    | Skigebiet Krvavec       | Martina Wyss | Johanna Holzmann     | Jasmin Taylor        |

### Sprint
| Datum            | Ort                     | 1. Platz         | 2. Platz             | 3. Platz             |
| ---------------- | ----------------------- | ---------------- | -------------------- | -------------------- |
| 24. Januar 2022  | Saint-Gervais-les-Bains | Laly Chaucheprat | Argeline Tan-Bouquet | Gøril Strøm Eriksen  |
| 27. Januar 2022  | Melchsee-Frutt          | Martina Wyss     | Jasmin Taylor        | Argeline Tan-Bouquet |
| 18. Februar 2022 | Ål                      | Martina Wyss     | Gøril Strøm Eriksen  | Beatrice Zimmermann  |
| 6. März 2022     | Les Houches             | Jasmin Taylor    | Martina Wyss         | Argeline Tan-Bouquet |
| 7. März 2022     | Les Houches             | Martina Wyss     | Jasmin Taylor        | Argeline Tan-Bouquet |
| 10. März 2022    | Mürren                  | Martina Wyss     | Jasmin Taylor        | Beatrice Zimmermann  |
| 19. März 2022    | Skigebiet Krvavec       | Martina Wyss     | Jasmin Taylor        | Argeline Tan-Bouquet |

### Parallelsprint
| Datum            | Ort               | 1. Platz             | 2. Platz             | 3. Platz             |
| ---------------- | ----------------- | -------------------- | -------------------- | -------------------- |
| 29. Januar 2022  | Melchsee-Frutt    | Martina Wyss         | Beatrice Zimmermann  | Gøril Strøm Eriksen  |
| 30. Januar 2022  | Melchsee-Frutt    | Argeline Tan-Bouquet | Gøril Strøm Eriksen  | Martina Wyss         |
| 19. Februar 2022 | Ål                | Martina Wyss         | Beatrice Zimmermann  | Gøril Strøm Eriksen  |
| 11. März 2022    | Mürren            | Jasmin Taylor        | Beatrice Zimmermann  | Argeline Tan-Bouquet |
| 20. März 2022    | Skigebiet Krvavec | Johanna Holzmann     | Argeline Tan-Bouquet | Martina Wyss         |